# Ostia (liturgia)

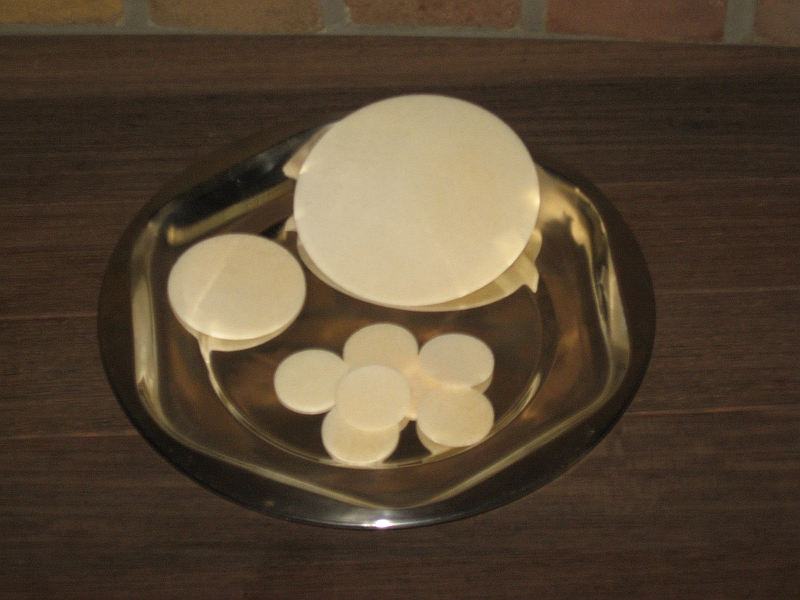
Ostie della Chiesa latina, di varie dimensioni. La più grande viene usata per la comunione del celebrante, le più piccole per la comunione dei fedeli.

L'ostia è una cialda di pane fatta con farina di frumento, solitamente di forma circolare, usata nei riti o nelle liturgie, in particolare nel sacramento cristiano dell'Eucaristia.

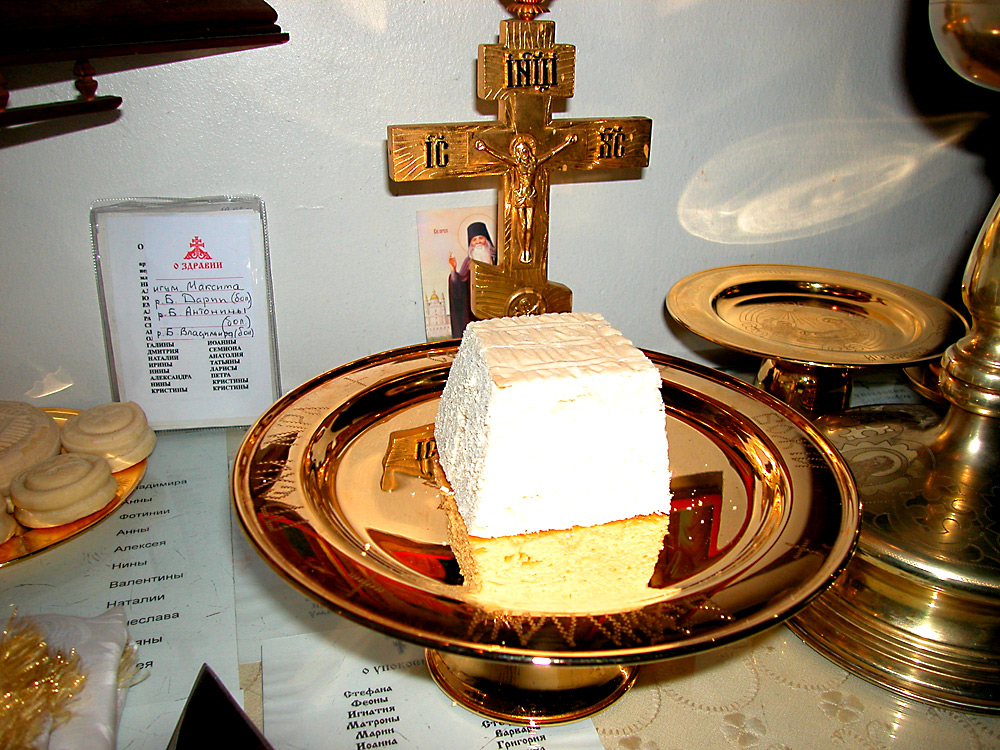
Ostia della Chiesa bizantina

Può trattarsi di pane azzimo, secondo le prescrizioni contenute nel libro dell'Esodo (Esodo 12), prescrizioni tuttora seguite dagli Ebrei nella settimana di Pasqua, oppure riferirsi al pane eucaristico non azzimo ma lievitato dei cristiani bizantini, copti, siriaci occidentali e orientali.

## Etimologia
La parola deriva dal latino hostia, che già nel latino classico designava la materia di un sacrificio fatto in onore di una divinità.

## Uso nel Cristianesimo

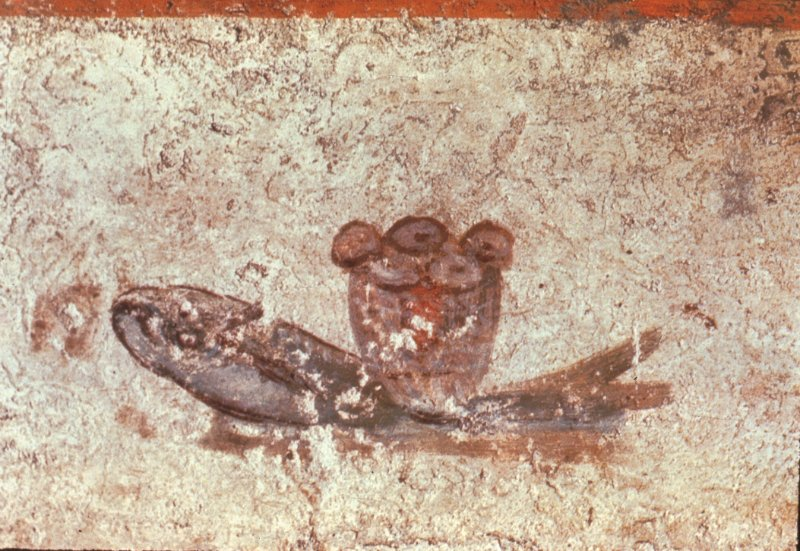
Affresco nelle Catacombe di San Callisto con pani rotondi, non piatti

### Storia
Per molti secoli il pane della messa romana era probabilmente quello normale, lievitato.
Tale pane lievitato si preparava forse in forma di corona o di disco, ma la forma più comune poteva essere quella di un panino rotondo contrassegnato con una tacca a croce, per facilitarne la divisione. Negli affreschi delle catacombe il pane eucaristico è rappresentato come una pagnottella circolare con un taglio a croce, verso il V-VI secolo si diffuse anche in Occidente l'uso di oblate di forma rotonda, come la prosfora (προσφορά, oblata) ancora in uso in oriente. Il più antico stampo per ostie è quello rinvenuto a Djebeniana presso Sfax e risalente al VI secolo: misura 16 centimetri di diametro. Simili stampi erano in uso nel messa romana al tempo di papa Gregorio I secondo quello che racconta il suo biografo Giovanni di Montecassino di una donna che rise al riconoscere che il pane offertale in comunione l'aveva preparato lei stessa e rimangono in uso oggi nelle Chiese bizantine.

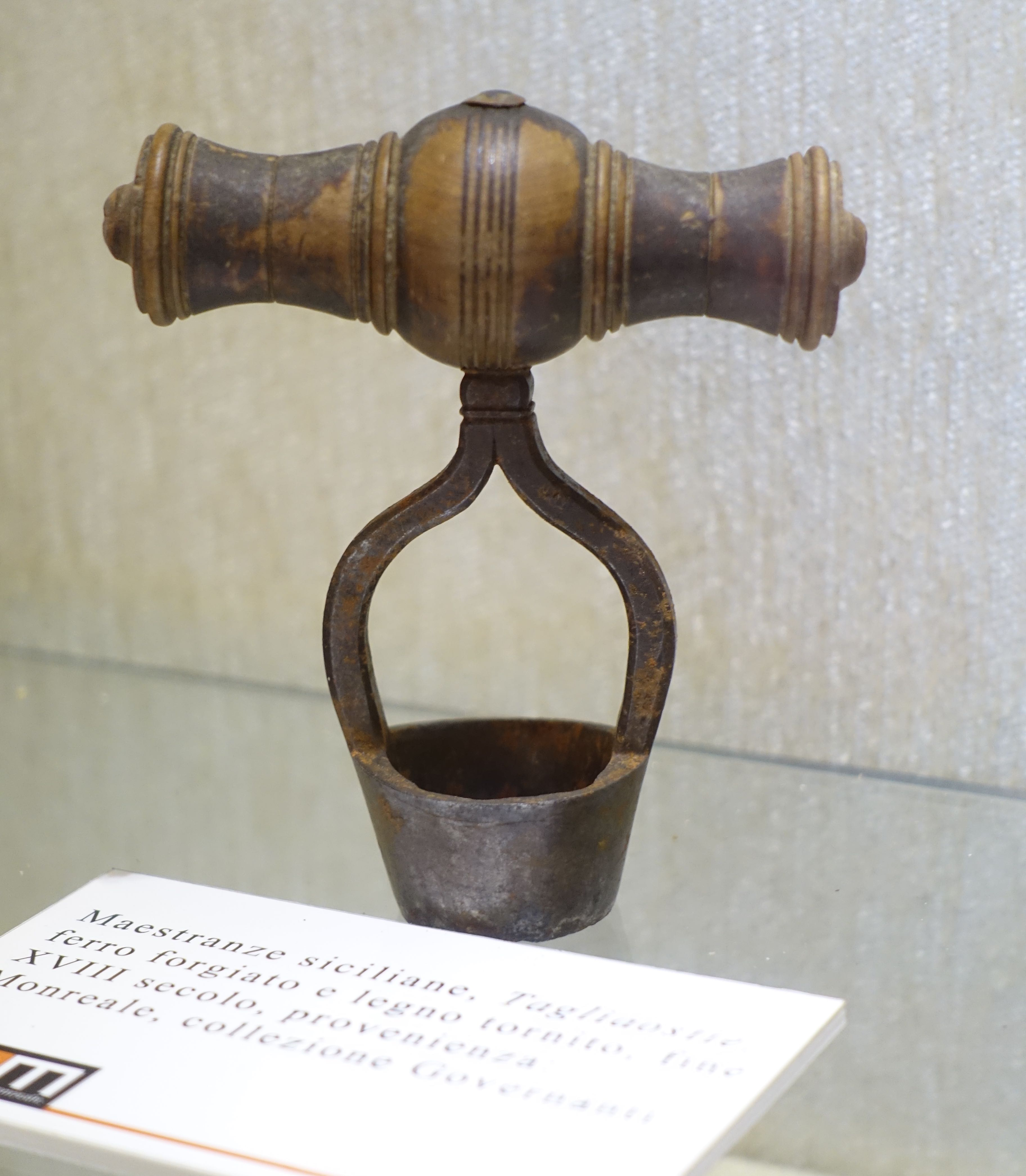
Strumento per tagliare le ostie, Museo diocesano di Monreale, Palermo, Sicilia

Secondo Andrew Louth e Mario Righetti, la prima menzione dell'uso in una parte dell'Occidente del pane azzimo nell'eucaristia è contenuta nella lettera Ad fratres Lugdunenses di Alcuino di York, risalente al 798. Reginald Maxwell Woolley nota che si può dubitare se Alcuino, che indica chiaramente che l'uso del pane lievitato era comunissimo, abbia considerato obbligatorio l'uso dell'azzimo. Woolley, come pure Paul Haffner, vede in Rabano Mauro, a metà del IX secolo, la prima indubbia affermazione dell'obbligatorietà del pane azzimo.
Lucien Deiss dice che solo verso il IX secolo si introdusse progressivamente in Occidente il pane azzimo, che diventò normativo nell'XI secolo. Jungmann osserva che, soprattutto a Roma, la nuova usanza fu accettata universalmente solo dopo l'infiltrazione generale di usi dell'Europa settentrionale. A Roma l'uso del lievitato "regnava supremo" fino ad intorno a 850 e il fatto che sia Rabano sia Alcuino provenivano dalla regione al nord delle Alpi può indicare che l'uso degli azzimi era "un'ulteriore infiltrazione gallicana" nella liturgia romana. Le ostie rotonde apparvero verso il XII secolo, tagliate nella pasta azzima in modum denarii, nella forma di moneta.

### Dottrina

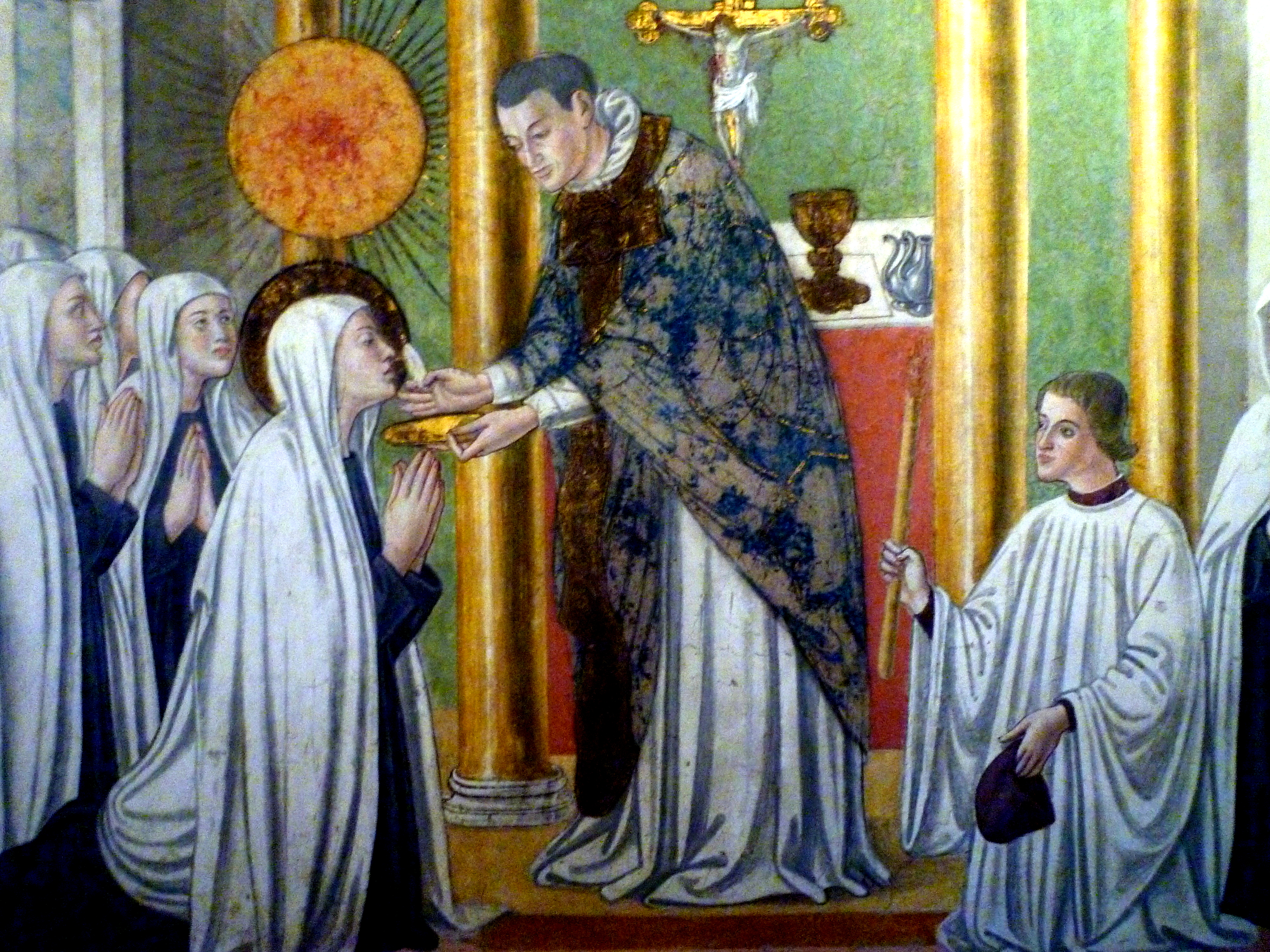
L'ostia assimilata al Sole, durante la Comunione di Santa Francesca Romana.

Secondo la dottrina della Chiesa cattolica e di altre Chiese cristiane, durante la celebrazione eucaristica istituita da Cristo nell'Ultima Cena, l'ostia diventa - in un evento definito "consacrazione del pane" e interpretato teologicamente in modi diversi (nella Chiesa cattolica come "transustanziazione", nella ortodosse come "trasmutazione" e nelle Chiese cristiane protestanti "consustanziazione", "impanazione", ecc.) - il corpo di Gesù Cristo, offerto in sacrificio per la redenzione dell'umanità.
La dottrina della Chiesa cattolica afferma che l'autorità per la valida consacrazione dell'eucaristia è stata conferita da Gesù stesso agli apostoli e ai loro successori (vescovi e, in subordine, presbiteri) nell'Ultima Cena. Tale successione apostolica non è però riconosciuta dalle Chiese protestanti.
Nella Chiesa cattolica le specie consacrate del pane (ostia) e del vino ricevono il nome di Santissimo Sacramento e sono ricevute dai fedeli durante la Messa e, nella tradizione occidentale sono oggetto della stessa adorazione (latría) dovuta a Dio in quanto in essa è la presenza reale di Cristo. Nell'adorazione eucaristica fuori dalla Messa il Santissimo Sacramento è custodito nel tabernacolo e può essere esposto nell'ostensorio. La Chiesa cattolica ha autorizzato anche l'uso di ostie con un minimo contenuto di glutine per i fedeli celiaci.